# 双碑乡 (盐亭县)
双碑乡，是中华人民共和国四川省绵阳市盐亭县曾经下辖的一个乡。2019年12月，撤销双碑乡和冯河乡，设立莲花湖乡

## 行政区划
双碑乡撤销前下辖以下地区：
雨台村、禹仙村、柳林村、高雄村、红五村、普佛村和飞跃村。